# Gmina Slovenske Konjice
Slovenske Konjice – gmina w Słowenii. W 2010 roku liczyła 14 423 mieszkańców.